# Topographische Karte des Saarlandes 1:25.000

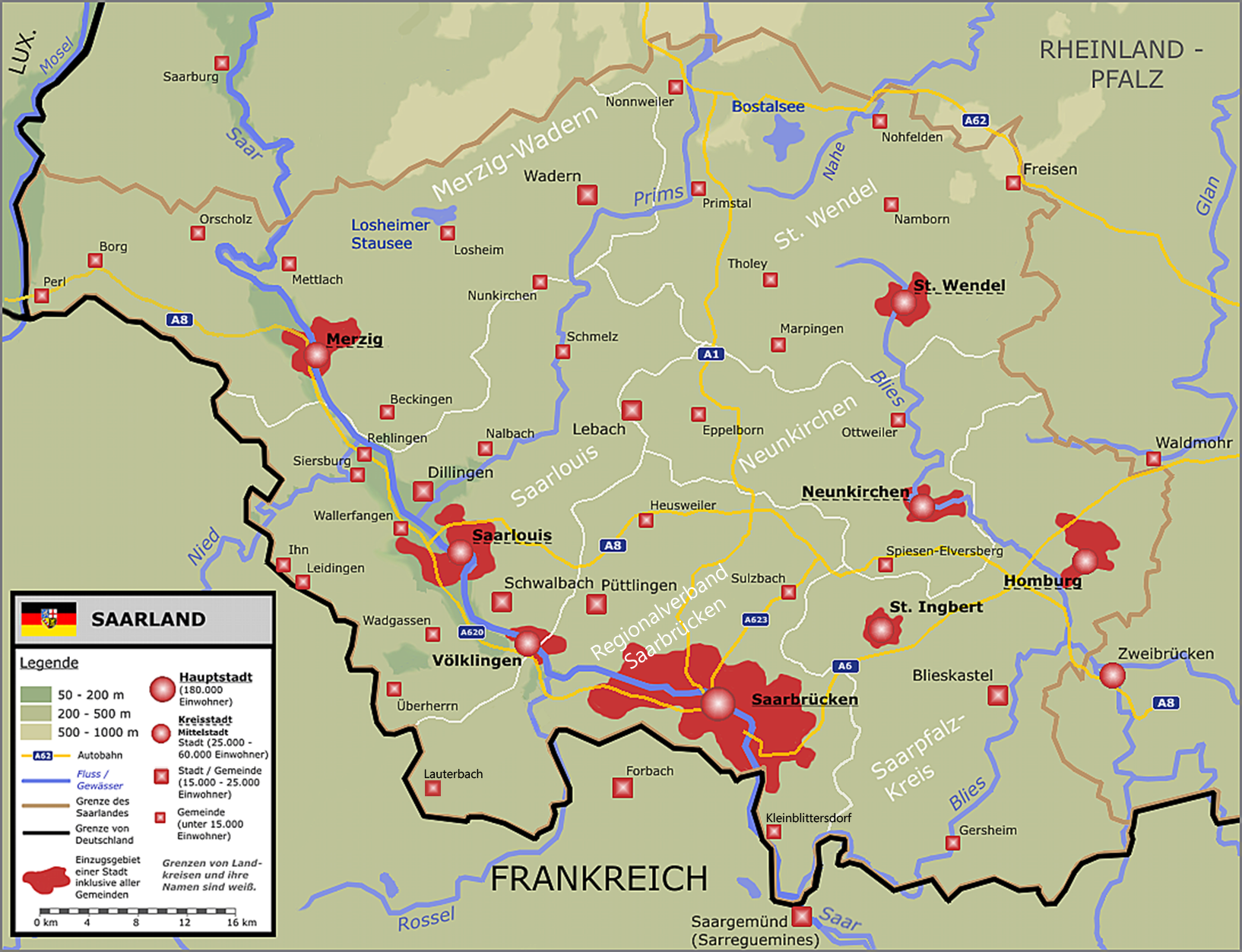
Lage des Saarlandes

Die Topographische Karte des Saarlandes ist ein Kartenwerk des deutschen Bundeslandes Saarland anhand von topographischen Karten im Maßstab 1:25.000 (TK 25), früher als Messtischblätter bezeichnet. Die TK 25-Blätter stellen das Saarland geometrisch korrekt dar und werden in ihrer jeweils neusten Fassung vom Landesamt für Vermessung, Geoinformation und Landentwicklung (LVGL) des Saarlandes erarbeitet.

## Geschichte

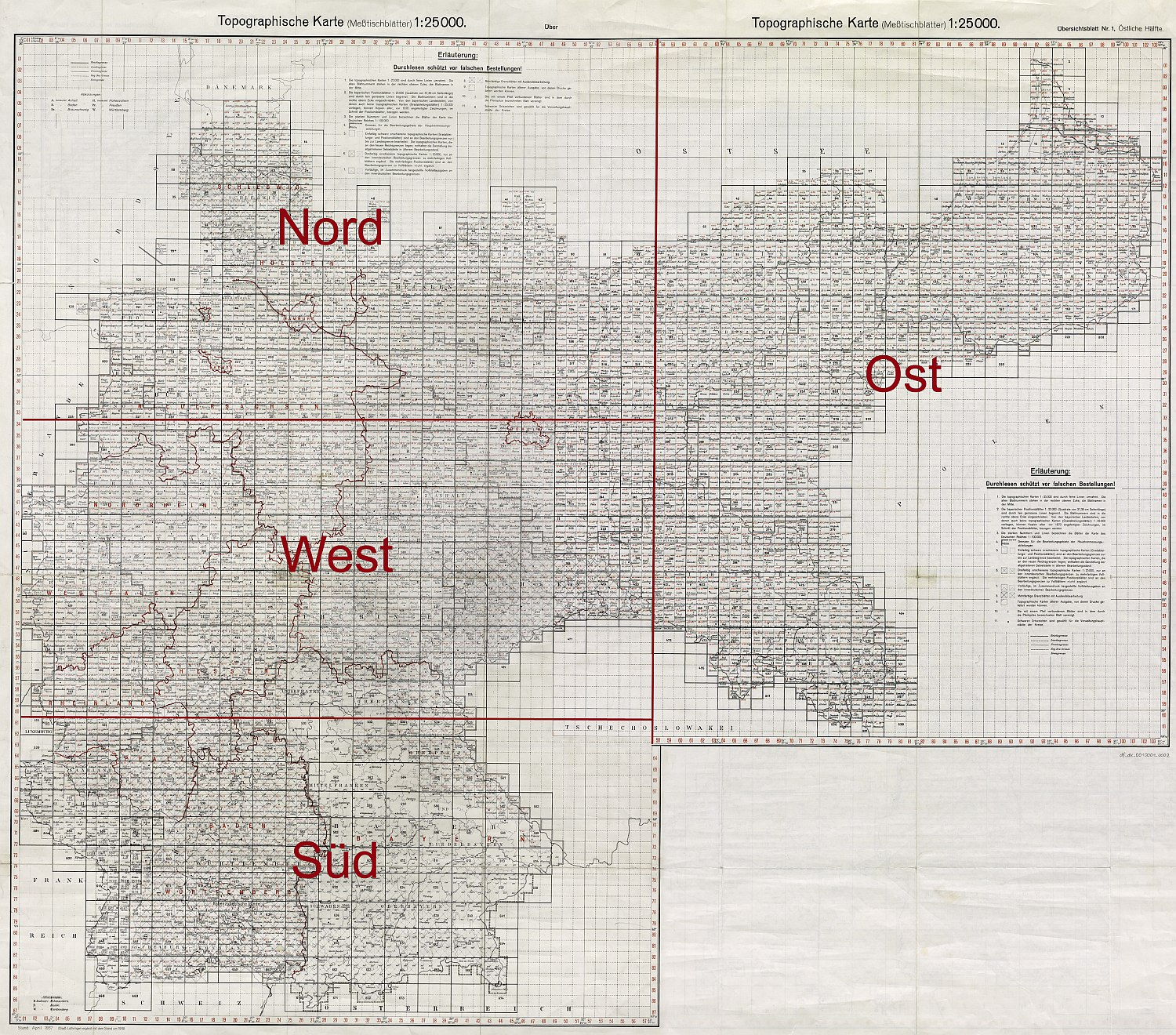
Gliederung der topographische Karten (Meßtischblätter) im Deutschen Reich 1:25.000; Mit vierstelligen Blattnummern seit 1937;
Das heutige Gebiet des Saarlandes lag in den Zeilen 63 bis 68 und in den Spalten 04 bis 10 im damaligen Abschnitt Süd;
Die vierstelligen Nummern werden bis heute verwendet, teilweise jedoch mit anderer Blattbezeichnung (bedeutender Ort)

Die auch heute noch gebräuchliche Bezeichnung TK 25 entstand seit den Anfangsjahren des Deutschen Reiches, zunächst im Königreich Preußen, ab 1876 bis zum Beginn des 20. Jahrhunderts. In der Folge wurden topographische Karten auch in anderen Gebieten erstellt.
Die Karten waren im preußischen Bearbeitungsgebiet ursprünglich in Schwarz-Weiß gehalten. Heute erscheinen die Karten jedoch vierfarbig mit schwarzem Grundriss, braunen Höhenlinien, blauen Gewässern und grünen Waldflächen. Die Topographische Karte 1:25.000 wurde auf eine neue, bundeseinheitliche Kartengraphik umgestellt.

## Blattbezeichnung
Ursprünglich waren die Messtischblätter zeilenweise von West nach Ost im Norden beginnend fortlaufend durchnummeriert.
Die einzelnen Blätter werden seit 1937 mit vierstelligen Nummern bezeichnet, wobei die ersten beiden Stellen die Zeile einer Nord-Süd-Abfolge repräsentieren, die letzten beiden Stellen dagegen die Spalte einer West-Ost-Abfolge; der Name des jeweils größten oder (historisch) bedeutendsten Ortes im abgebildeten Gebiet kann ebenfalls zur Blattbezeichnung herangezogen werden.
Die vierstelligen Nummern werden bis heute verwendet, teilweise weichen jedoch die historischen Blattbezeichnungen (bedeutende Orte) von den heutigen Bezeichnungen ab.

## TK 25-Blätter des Saarlandes
Die folgende Tabelle bietet eine Übersicht der einzelnen topographischen Karten im Maßstab 1:25.000 (TK 25) des Saarlandes mit den heutigen Blattbezeichnungen (in Klammern frühere Blattbezeichnungen):
|    | 04                 | 05                                     | 06                                    | 07                          | 08                                  | 09                                    | 10               |
| -- | ------------------ | -------------------------------------- | ------------------------------------- | --------------------------- | ----------------------------------- | ------------------------------------- | ---------------- |
| 63 | –                  | –                                      | –                                     | 6307 Hermeskeil             | –                                   | –                                     | –                |
| 64 | 6404 Kirf          | 6405 Freudenburg                       | 6406 Losheim                          | 6407 Wadern                 | 6408 Nohfelden                      | 6409 Freisen                          | –                |
| 65 | 6504 Perl (Sierck) | 6505 Merzig                            | 6506 Reimsbach                        | 6507 Lebach                 | 6508 Ottweiler                      | 6509 St. Wendel                       | –                |
| 66 | –                  | 6605 Hemmersdorf                       | 6606 Saarlouis (Saarlautern)          | 6607 Heusweiler             | 6608 Illingen                       | 6609 Neunkirchen (Saar) (Neunkirchen) | 6610 Homburg     |
| 67 | –                  | 6705 Ittersdorf (Busendorf (Westmark)) | 6706 Ludweiler-Warndt (Ludweiler)     | 6707 Saarbrücken            | 6708 St. Johann                     | 6709 Blieskastel                      | 6710 Zweibrücken |
| 68 | –                  | –                                      | 6806 Lauterbach im Warndt (St. Avold) | 6807 Emmersweiler (Forbach) | 6808 Kleinblittersdorf (Saargemünd) | 6809 Gersheim (Bliesbrücken)          | –                |